# 東洋活性白土
東洋活性白土（とうようかっせいはくど）は、新潟県糸魚川市で活性白土と酸性白土を製造販売していた企業である。本社と工場は同所にあった。1982年（昭和57年）10月に経営上の問題により会社は解散し、工場は閉鎖された。
東洋活性白土は製品（活性白土）と重油の輸送に専用鉄道を使用し、蒸気機関車（2号機）が牽引する貨物列車を運行していたが、2号機は日本で最後の実用蒸気機関車である。

## 財務
（本節は『工鉱業関係会社報告書』を参考文献とする）
各年度ごとの推移（各年度：10月20日時点）
| 年 度       | 資本金 （円） | 当期純益金 （円） | 借入金 （円） | 採掘権 （円） | 生産品目別生産額（円） | 生産品目別生産額（円） | 生産品目別生産額（円） | 製品販売高 （円） | 世の中の動向                                  |
| 年 度       | 資本金 （円） | 当期純益金 （円） | 借入金 （円） | 採掘権 （円） | 活性白土               | 酸性白土               | 計                     | 製品販売高 （円） | 世の中の動向                                  |
| ----------- | ------------- | ----------------- | ------------- | ------------- | ---------------------- | ---------------------- | ---------------------- | ----------------- | --------------------------------------------- |
| 1936 昭和11 | 50,000.00     | —                 | 22,133.88     | 1,667.00      | 14,000                 | —                      | 14,000                 | 14,063.54         | 二・二六事件 日本が支那駐屯軍増強             |
| 1937 昭和12 | 50,000.00     | 3,505.28          | 40,876.08     | 2,167.00      | 71,000                 | —                      | 71,000                 | 71,210.84         | 日中戦争開戦                                  |
| 1938 昭和13 | 50,000.00     | 5,688.41          | 42,298.70     | 3,979.00      | 95,000                 | —                      | 134,000                | 95,038.81         | 国家総動員法公布                              |
| 1939 昭和14 | 50,000.00     | 5,635.98          | 36,786.25     | 5,051.00      | 134,000                | —                      | 134,000                | 134,356.86        | 国民徴用令公布                                |
| 1940 昭和15 | 50,000.00     | 15,898.55         | 57,248.26     | 15,631.00     | 231,000                | —                      | 231,000                | 231,380.57        | 日独伊三国軍事同盟締結                        |
| 1941 昭和16 | 150,000.00    | 35,289.83         | 69,926.22     | 29,461.60     | 449,000                | —                      | 449,000                | 449,769.71        | 太平洋戦争開戦 （真珠湾攻撃）                 |
| 1942 昭和17 | 150,000.00    | 21,989.74         | 74,385.58     | 18,860.07     | 579,000                | 66,000                 | 645,000                | 645,409.85        | ミッドウェー海戦                              |
| 1943 昭和18 | 150,000.00    | 44,463.03         | 217,923.36    | 13,243.52     | 689,000                | 100,000                | 789,000                | 789,547.12        | ムッソリーニ総統失脚                          |
| 1944 昭和19 | 500,000.00    | —                 | 750,000.00    | 14,243.52     | 623,000                | 100,000                | 723,000                | 723,926.07        | インパール作戦開始 ノルマンディー上陸作戦発動 |

## 労務管理

### 雇用
会社解散時点での定年制については不明であるが、糸魚川市の広報誌『広報いといがわ』（1989年1月10日号）には、1962年（昭和37年）に70歳で退職した元社員の聞書が掲載されている。

## 工場

### 工場設備
- 1945年10月時点の工場設備と生産能力[4]

  - 工場敷地：10,254坪（約33,900m2）
  - 工場建坪（事務所、倉庫等を含む）：1,671坪（約5,500m2）
    - 汽缶（ボイラー：ランカシャー型）：2台
    - 原土粉砕機：3台
    - 脱水機：7台
    - 活性化処理糟：8台
    - 水洗糟：2台
    - 製粉装置：5台
    - 乾燥用平鍋：10台

  - 生産能力
    - 活性白土：700t/月
    - 酸性白土：300t/月

## 製品

### 製品の概要
東洋活性白土が製造販売していた活性白土と酸性白土は石油や潤滑油などの各種油脂類の精製と脱色に使用され、活性白土は重質油の分解やアセチレンなどの重合反応の触媒としても使用される。
活性白土（activated clay）
活性白土の原料はモンモリロナイトを主成分とする酸性白土と硫酸である（→写真1、写真2）。原土となる酸性白土に濃度20 - 45%の硫酸を添加して数時間沸騰させると活性白土が生成される。活性白土は原土の酸性白土と比較すると極めて活性度が高い。
酸性白土（acid clay）
酸性白土とはフラー土（fuller's earth）のことである。フラー土はモンモリロナイト質粘土で、吸着活性が強く、主に油脂の精製と脱色に使用する。酸性白土は日本で発見され、製品化された。酸性白土は医療目的でも使用され、胃酸過多症においては内服薬の主薬として用いられる。また、下痢の原因となる消化器官内の有害なバクテリアを吸着するための医薬品としても使用される。

## 歴史

### 沿革
姫川下流左岸の今井・須沢地区は白土の鉱石が豊富であり、それを利用するため1925年（大正14年）、新潟県今井村（現糸魚川市）中協に水神白土合資会社が設立された。当時は磨き粉や医薬などに使用された。その後、石油類の脱色に使われ始めてから需要が増え、1936年（昭和11年）に横町に移転して東洋活性白土株式会社に改名し、酸性白土、活性白土を生産した。第二次世界大戦期には軍用の石油精製のため、陸軍管理工場、海軍監督工場となり、航空機ガソリンの精製なども行った。戦争により日本の製油所が壊滅したため需要が激減したが、1950年頃から太平洋沿岸で製油所が復興したために需要が回復した。1950年頃に北陸本線からの引込線として運搬用の軽便鉄道が敷設された。一時は従業員は300人にまでなった。1960年代になって公害防止が叫ばれるようになると廃白土が出る活性白土の需要は減少し、1983年（昭和58年）に工場は閉鎖された。ミニSLは糸魚川小学校と成田ゆめ牧場に寄贈された。

### 年表
- 1925年 - 水神白土合資会社（後の東洋活性白土）が酸性白土の採掘を開始[5]。
- 1936年2月17日 - 活性白土の製造販売を目的として、資本金5万円で[4]横町に東洋活性白土設立[20]。
- 1940年4月 - 第2活性白土工場の建設開始[4]。
- 1940年12月8日 - 資本金を5万円増資し、資本金が10万円になる[4]。
- 1941年10月 - 第2活性白土工場完成[4]。
- 1941年10月20日 - 資本金を5万円増資し、資本金が15万円になる[4]。
- 1941年11月 - 酸性白土の製造販売開始[4]。
- 1943年4月 - 第3活性白土製造工場の建設開始[4]。
- 1943年10月30日 - 資本金を35万円増資し、資本金が50万円になる[4]。
- 1972年3月6日 - 糸魚川市、東洋活性白土と第1号公害防止協定を結ぶ[20]。
- 1972年5月11日 - 台湾から世界最小のSLが運ばれる[20][21]。
- 1982年10月 - 会社解散[6]。
- 1983年8月3日 - 2号機（くろひめ号）を糸魚川市に寄贈[22]。

## 製品等の輸送
製品等の輸送方法には東洋活性白土の専用鉄道（軌間610mm）による鉄道輸送と地中に埋設したパイプライン輸送があり、どちらも国鉄糸魚川駅からの引き込み線（軌間1067mm）の積み換えホームと工場間の輸送で、製品（活性白土）と重油は鉄道輸送、硫酸はパイプライン輸送であった。製品輸送のための列車本数は1日約3往復であった。重油の輸送頻度は1ヶ月に3回程度であったが、その日の重油の輸送量が多い場合は1日3往復を超える運転が行われた。鉄道輸送に使用する動力車は蒸気機関車であった。

### 原料の輸送
製品の活性白土の主原料となる鉱物は工場付近の山から採掘して、トラックで工場へ輸送し、工場敷地内の指定場所に野積みした。
原料の一つである硫酸はパイプライン輸送であった。以前は硫酸専用タンク貨車を使用して専用鉄道で輸送していた。

### 製品の輸送
製造した製品（活性白土）は袋詰めして工場敷地内の倉庫に貯蔵し、東洋活性白土の専用鉄道による蒸気機関車牽引の貨物列車で国鉄と接続する積み換えホームまで輸送し、国鉄引き込み線の有蓋貨車へ積み換えて製品の発注元へ輸送した。

工場敷地内にはいくつか倉庫があり、袋詰めした製品の倉庫から専用鉄道の無蓋貨車への積み込みは作業員による手渡しで行った。工場敷地内の専用鉄道のカーブには蒸気機関車が曲れないほどの急カーブがあり、その場合は作業員による手押しで無蓋貨車を動かした。

積み換えホームでの製品の積み替えにはベルトコンベヤーを使用した。国鉄による製品の輸送は1日1本の列車で行った。

### 燃料の輸送
工場の炉の燃料用重油の輸送には専用鉄道を使用した。積み換えホームで国鉄により輸送されて来たタンク貨車から専用鉄道のタンク貨車へポンプを使用して積み換えた。専用鉄道のタンク貨車は5トン積みなので、国鉄側に30トン積みタンク貨車が到着した場合は6往復する必要があった。重油輸送の頻度は1ヶ月に3回程度であった。硫酸はパイプライン輸送に切り換えたが、重油は粘度が高いためにパイプライン輸送が簡単には行えないことが鉄道輸送をする理由であった。

## 専用鉄道
東洋活性白土の専用鉄道は一般に「東洋活性白土専用線」と呼ばれていた。専用鉄道は工場から国鉄糸魚川駅からの引き込み線の積み換えホームまで敷設されており、その路線長は約800mである。この専用鉄道は1982年に工場が閉鎖されたために、同年10月で廃線となった。同月10日には羅須地人鉄道協会が『お別れ運転会』を行った。

### 路線
- 区間：工場 - 積み換えホーム[2]（→地図1、地図2）
- 敷設距離：約800m[2][28]

### 車輛

#### 蒸気機関車
1号機（予備機）
製造年および製造メーカーは不明であるが、日本の小規模な産業機械メーカー製であろうと推察される軌間610mmのB型サイドタンク機（→写真）。機関車のデザインはフランスのドコービル製蒸気機関車を模している。
足回りはアウトサイドフレーム、煙突はダイヤモンドスタック、バンパーは木製である。
愛称は姫川にちなんだ「ひめかわ号」。
専用鉄道敷設時に富山県の不二越鋼材から購入した。線路関連も購入し、これが軌間に610mmを採用した理由であった。
蒸気ドーム上の汽笛は購入後に国鉄糸魚川機関区で製作したものを取り付けたが、その音色はすばらしいものであったという。
本機は予備機であるが、2号機が定期点検や故障のときも運用されることはなく、機関庫内の奥に留置されていた。この機関庫は全長が11m強あったので、1号機と2号機を同時に入庫させることができた。
専用鉄道廃線後、本機は糸魚川市の建設会社に保存されていたが、1999年4月に羅須地人鉄道協会に移り、同協会は本機を静態保存から動態保存に移行するために活動中である（2000年時点）。
2023年12月16日、羅須地人鉄道協会の創立50周年とまきば線の着工30周年の記念式典で動態復元された1号機が披露され、まきば線を走行。その翌日に行われたイベントでも運行された。
 
1号機の主な仕様
- 製造メーカー：不明（日本の小規模な産業機械メーカーであろうと推察される）
- 製造年：不明
- 全長：3785mm（連結器端までの長さ）
- 全幅：1758mm（サイドタンクの幅）
- 全高：2378mm（キャブ天窓高）
- フレーム：アウトサイドフレーム
- 軌間：610mm
- 車軸配置：0-4-0（0B0）
- 重量：推定8トン[33]

 2号機（本務機）
1956年、協三工業製軌間610mmのB型サイドタンク6トン機（→写真）。産業用の規格設計型で、実際には名目より数年以前に作られたメーカーのストック品の可能性が高い。
軌間762mm用の機関車として設計されていたので、車体幅は軌間610mmの機関車としては広めである。
愛称は黒姫山にちなんだ「くろひめ号」。
本機は水の消費量が少ないため、社員が角型の石油缶を使用して本機のタンクに給水していた。
ある年の1月、雪中での運行の無理が重なって本機のクランクピンが折損する事故が発生した。本機の車検がその年の2月に切れるので、これを機にディーゼル機関車を購入しようという話が社内で出たが、本機を見学にくるファンのために国鉄長野工場で修理した。本機が毎年2月の定期点検や故障で稼働できないときは予備機（1号機）による鉄道輸送は行わなかった。このような場合は工場の炉の燃料用重油の搬入はせず、製品（活性白土）は運送会社に依頼したトラックで輸送した。
本機は日本で最後の実用蒸気機関車となった
専用鉄道廃線後、本機は東洋活性白土から糸魚川市へ譲渡、糸魚川市教育委員会所蔵とされ、1987年から糸魚川小学校の校庭で展示（静態保存）された。
2007年に江戸東京博物館で開催された特別展『大鉄道博覧会 - 昭和への旅は列車に乗って』（2007年7月10日 - 9月9日）に出展を要請され、糸魚川市は糸魚川市の広報に益になる機会であることから貸し出しに応じた。
『大鉄道博覧会』後、本機は糸魚川市にあるフォッサマグナミュージアムに展示された。
1号機は羅須地人鉄道協会により動態保存へ向けての活動が行われているが、本機の所有者である糸魚川市は、2007年7月時点では動態保存を考えていない。本機を稼働させるための整備には多額の費用が必要であり、また、本機を走行させる軌道の敷設や本機の動態状態での維持にも費用がかかるためである。観光鉄道として運営したとしても採算が合わないと糸魚川市は判断している。
2020年10月の糸魚川駅内の複合型交流施設「糸魚川ジオステーション ジオパル」オープンにあわせ、2020年6月に修理のため協三工業に搬出し修繕を行った上でジオパルに移設された。
 
2号機の主な仕様
- 製造メーカー：協三工業
- 製造年：1956年
- 全長：4450mm（連結器端までの長さ）
- 全幅：1550mm（キャブ幅）
- 全高：2521mm（キャブ屋根高）
- フレーム：インサイドフレーム
- 軌間：610mm
- 車軸配置：0-4-0（0B0）
- 重量：6トン（その内1トンは石炭と水）

#### 貨車
無蓋貨車（製品運搬車）
袋詰めした製品（活性白土）を輸送するための3トン2軸無蓋貨車で、「製品運搬車」といった（→写真）。屋根が無いため、雨天の日は貨車ごとカバーで覆った。
 
無蓋貨車（製品運搬車）の主な仕様
- 製造メーカー：不明
- 製造年：不明
- 全長：3570mm（連結器端までの長さ）
- 全幅：1600mm
- 全高：1215mm
- 軌間：610mm
- 車軸配置：2軸車
- 最大積載重量：3トン[2]

 タンク貨車（重油運搬車）
工場の炉の燃料用重油を輸送するための5トン2軸タンク貨車で、「重油運搬車」といった（→写真）。
 
タンク貨車の主な仕様
- 製造メーカー：不明
- 製造年：不明
- 全長：3530mm（連結器端までの長さ）
- 全幅：1600mm
- 全高：2423mm（タンク上部の重油給油口の蓋までの高さ）
- 軌間：610mm
- 車軸配置：2軸車
- 最大積載重量：5トン[8]

## 関連文献
- 鈴木一彦、溝口保夫、渡辺博文、渡邊健次郎、久保田順一、内山雅彦、山田昭博「活性白土製造後の廃酸の利用に関する研究（第1報）- 硫化水素等、有害物質除去剤への展開」『工業技術研究報告書』No.32  2003年、新潟県、2009年12月22日(火)閲覧 エラー: 閲覧日が正しく記入されていません。（説明）。
- 草場郁郎『活性白土の製造ならびに性状に関する研究』東京工業大学〈博士論文（工学博士）〉、1962年3月13日 授与 エラー: 日付が正しく記入されていません。（説明）。国立国会図書館 蔵。